# ガンボロ
ガンボロ（伊: Gambolò）は、イタリア共和国ロンバルディア州パヴィーア県にある、人口約9,600人の基礎自治体（コムーネ）。

## 地理

### 位置・広がり

#### 隣接コムーネ
隣接するコムーネは以下の通り。
- ボルゴ・サン・シーロ
- モルターラ
- トロメッロ
- ヴィジェーヴァノ

### 気候分類・地震分類
気候分類では、zona E, 2619 GGに分類される。
また、イタリアの地震リスク階級 (it) では、zona 3 (sismicità bassa) に分類される
。

## 行政

### 分離集落
ガンボロには、以下の分離集落（フラツィオーネ）がある。
- Belcreda, Garbana, Giarretto, Molino d'Isella, Remondò, Stradella

## 姉妹都市
- Kyrros、ギリシャ
- Mālpils、ラトビア